# Флеа
Флеа (нім. Flöha) — місто в Німеччині, розташоване в землі Саксонія. Входить до складу району Середня Саксонія.
Площа — 27,61 км2. Населення становить 10 607 ос. (станом на 31 грудня 2020).